# Sajeeb Wazed
Sajeeb Wazed "Joy" (ur. 27 lipca 1971) – bangladeski działacz polityczny. Syn obecnej premier Bangladeszu Sheikh Hasiny i wnuk Sheikha Mujibura Rahmana, pierwszego prezydenta tego kraju.

## Życiorys
Sajeeb Wazed uczęszczał do St. Joseph's College w Nainital w Indiach. Ukończył fizykę, matematykę oraz informatykę na Bangalore University w Indiach oraz informatykę na University of Texas w Arlington. Wazed znalazł się na liście 250 Young Global Leaders Światowego Forum Ekonomicznego w Davos.
Sajeeb Wazed obecnie mieszka w USA, angażując się w działalność Ligi Awami, partii politycznej swojej matki. Prowadził kampanię, zmierzającą do uwolnienia jej z aresztu, w którym znalazła się w lipcu 2007. 
Wazed jest żonaty od 2002, ma jedną córkę.